# Cañada de la Leña
Cañada de la Leña, en castillan et officiellement, La Canyada de l'Alenya en valencien, est un village catalanophone de la région d'El Carxe et fait partie de la commune de Abanilla (Favanella en valencien). La commune appartient à la région de Murcie en Espagne et à la comarque de L'Oriental.

## Démographie
| 2004 | 2005 | 2006 | 2007 | 2008 | 2009 |
| ---- | ---- | ---- | ---- | ---- | ---- |
| 143  | 152  | 138  | 135  | 151  | 157  |

| 2010 | 2011 | 2012 | 2013 | - | - |
| ---- | ---- | ---- | ---- | - | - |
| 161  | 163  | 160  | 156  | - | - |